# Похоронное бюро
Похоронное бюро — разновидность организаций различных форм собственности (частные, муниципальные или государственные), специализирующихся на оказании похоронных услуг.

## Оказываемые услуги
Как правило, родные и близкие умершего обращаются к помощи специалистов похоронного бюро потому, что у семьи, понесшей утрату, обычно нет навыков, знаний или сил для выполнения большого числа соответствующих формальностей.
Число услуг, зависит от того, есть ли собственный морг или нет. Если нет, то в число услуг предлагаемых похоронным бюро могут входить: получение тела в морге, продажа гроба и аксессуаров, оказание ритуальных услуг, транспортировка тела, кремация/развеивание праха усопшего, рытье могилы и собственно погребение, организация и проведение похорон в целом, изготовление и установка памятников, обустройство захоронений, оформление материальной помощи и необходимых документов и иные сопутствующие услуги. Если у ритуальной службы есть собственный морг, то к услугам, так же добавляются:  хранение тела усопшего, подготовка тела к прощанию (включая одевание, бритье, гримирование). Подавляющее большинство ритуальных служб собственного морга не имеют, поэтому наиболее актуальным является список услуг №1.
Существуют так называемые социальные похороны, которые включают в себя лишь транспортировку, предоставление гроба и места захоронения. Такие «бюджетные» социальные похороны осуществляют муниципальные унитарные предприятия, как правило для невостребованных тел или для беднейших слоев населения. Данный вид похорон оплачивается за счет муниципалитета. Прочие похороны осуществляются за счёт родных и близких умершего.
Ранее ритуальные услуги в РФ лицензировались, но потом лицензии отменили и с 2004 года контроль над деятельностью ритуальных контор носит лишь уведомительный характер. 

Лицензия похоронного бюро в США, например, допускает только временное хранение тел.
Психологи утверждают, что человек, работающий в похоронной отрасли при общении с клиентом должен искренне сопереживать горю, вместе с тем он должен действовать в максимально полном соответствии с желаниями родственников покойного. Специальных учебных заведений для подготовки сотрудников бюро нигде не готовят, основы своего дела они постигают через личный опыт, собирая по крупицам всё, что может пригодиться в работе, посещая выставки похоронного дела, изучая литературу, зарубежный опыт.
Рентабельность легального похоронного бизнеса  невысока и составляет в России 15—20 % (в зависимости от конкретной страны и региона). Однако в ряде иных случаев может достигать большей рентабельности.
Существуют также определенные категории граждан, имеющие право на материальную помощь и установку памятника за счет государства.
Существует Международный союз похоронных организаций (FIAT-IFTA, The World Organization of Funeral Operatives).

## Нестандартные услуги
Американская компания Celestis, Inc. является первым в мире «бюро космических ритуальных услуг». 
21 апреля 1997 года она запустила спутник «Celestis 01», в ходе этого запуска, ставшего первым примером космических похорон, в космос были выведены капсулы с прахом 24 человек, в том числе Джина Родденберри, Тимоти Лири и Джерарда О’Нилла.; также, запуск в 2006 г. капсулы компании на Falcon 1, с кремированными останками астронавта Гордона Купера и актера из «Звездного пути» Джеймса Духана (запуск закончился неудачей).

## Злоупотребления
Известны злоупотребления в похоронном бизнесе со стороны тех или иных похоронных бюро — навязывание услуг, недобросовестная конкуренция и т. п. Так, в 2010-х в Польше разразился грандиозный скандал, связанный с подкупом сотрудниками некоторых бюро работников скорой помощи за информацию о недавно умерших и т. п. 
Такое происходит и в других странах, например в Белоруссии, Украине, России.
К изобретению автоматического телефонного коммутатора также подтолкнула недобросовестная конкуренция в похоронном бизнесе. Владелец похоронного бюро в городе Канзас-Сити (Миссури) А. Строуджер терпел убытки при получении заказов по телефону, так как телефонисткой на станции работала жена его прямого конкурента, владельца другой похоронной компании, и направляла все звонки абонентов, вызывавших похоронное бюро, своему мужу. Алман Строуджер поклялся навсегда избавить общество от телефонисток и изобрёл декадно-шаговый искатель.

## Похоронное бюро в культуре
- Похоронные бюро и частный гробовщик Безенчук присутствуют в завязке сюжета романа Ильфа и Петрова «Двенадцать стульев»;
- «Похоронное бюро» (Funeral Home) — канадский фильм-слэшер 1980 года
- «Похоронное бюро» — саратовская рок-группа 80-х
- «Ушедшие» (Departures) - Японский фильм, удостоенный премии «Оскар» за лучший фильм на иностранном языке в 2008 году[7]
- «Клиент всегда мертв» (Six Feet Under) сериал в США который выходил с 2001 по 2005 год.